# Ladies' Home Journal
Ladies’ Home Journal è una rivista femminile pubblicata per la prima volta il 16 febbraio 1883 come supplemento, in seguito diventato un mensile che nel corso del XX secolo è diventato uno dei più diffusi degli Stati Uniti. Dopo vari cambi di proprietà, dal 1986 è di proprietà della Meredith Corporation. Nel 1968 pubblicò la foto Naomi Sims, prima modella di colore ad apparire sulla copertina della rivista. Nel 1998 la diffusione raggiungeva i 4.500.000 di copie.